# NGC 787
NGC 787 è una vasta galassia a spirale situata nella costellazione della Balena, a una distanza di circa 216 milioni di anni luce dalla nostra Via Lattea.

## Scoperta
La galassia è stata scoperta il 27 febbraio 1865 dall'astronomo tedesco Christian Peters.

## Descrizione
NGC 787 ha una classe di luminosità II.
Il database SIMBAD la classifica come galassia LINER, cioè una galassia il cui nucleo presenta uno spettro di emissione caratterizzato da larghe righe di atomi debolmente ionizzati.
Data la sua luminosità superficiale pari a 14,59, NGC 787 può essere classificata come una galassia a bassa luminosità superficiale (nella letteratura in lingua inglese abbreviata in LSB, acronimo di Low Surface Brightness). Le galassie LSB sono galassie di tipo diffuso (D) con una luminosità superficiale inferiore di almeno una magnitudine a quella del cielo notturno circostante.